# Ajschines
Ajschines (gr. Αἰσχίνης, ok. 390 – 315 p.n.e.) – grecki polityk i mówca. Jeden z 10 najwybitniejszych mówców greckich. Pochodził z rodziny zubożałej po wojnie peloponeskiej. Zwolennik pokoju z Macedonią, w swych mowach zwalczał poglądy Demostenesa.

## Życiorys
Wszystkie daty wymienione w sekcji są datami przed naszą erą.
Datę urodzenia Ajschinesa – rok 390/391 – znamy z jego mowy Przeciw Timarchosowi (werset 49), w której określił swój wiek na 45 lat. Wzmianki dotyczące rodziny Ajschinesa pochodzą z jego mowy O poselstwie (wersety 78 i 147) oraz z mowy Demostenesa W obronie Ktezyfonta, czyli o wieńcu (wersety 129–130, 259–261), z racji swojej natury nie są to jednak bardzo wiarygodne źródła. Ajschines o swoim ojcu Atrometosie mówi, że pochodzi z demu Kothokidaj i w chwili wygłaszania mowy ma 94 lata, co znaczy, że urodził się w roku 437/438. Jako młodzieniec miał parać się sportem, co świadczyło o jego statusie społecznym. Zubożał w wyniku wojny peloponeskiej, jako demokrata brał udział w obalaniu rządu Trzydziestu Tyranów.  Zdaniem Demostenesa, Ajschines był synem byłego niewolnika i prostytutki, która przekwalifikowała się na kapłankę obcego bóstwa. Według dzieła Vitae Decem Oratorum przypisywanego Plutarchowi rodzina Ajschinesa nie miała wysokiego statusu społecznego ani bogactwa.
O wykształceniu Ajschinesa nie mamy pewnych informacji, prawdopodobnie nie było go stać na opłacenie najdroższych nauczycieli.
W 372 roku rozpoczął efebię, którą zakończył po przewidzianych prawnie dwóch latach. W dalszym ciągu służył w wojsku – w latach 366 i 362 uczestniczył w kampaniach wojennych. Z polityką i administracją zapoznał się bliżej jako pomocnik urzędników państwowych, dzięki swojemu głosowi uzyskał stanowisko sekretarza, odpowiedzialnego zapewne za odczytywanie dokumentów na eklezji i przy Radzie Pięciuset. Później zarabiał na życie jako aktor.
Około połowy IV wieku Ajschines żeni się z córką zamożnego i wpływowego Filodemosa. Posag który otrzymał umożliwił mu większą aktywność na płaszczyźnie politycznej.
W 348 roku odznaczył się podczas kampanii na Eubei, zyskał przyjaźń stratega Fokiona i został wybrany jako jeden z dwóch heroldów ogłaszających Atenom zwycięstwo. Było to jego pierwsze wystąpienie na eklezji, towarzyszący mu Temenides zawnioskował o przyznanie Ajschinesowi wieńca, który przysporzył mu popularności.
W 346 roku brał udział w dwóch poselstwach w sprawie pokoju, wysłanych do Filipa II. Po powrocie z drugiego z nich, latem 346 roku między Ajschinestem a będącym również członkiem poselstw Demostenesem doszło do konfliktu. Ten zarzucił Ajschinesowi przyjęcie łapówki od Filipa II, w związku z czym polityk miał pójść na znaczne ustępstwa wobec macedońskiego króla. Demostenes chciał, za pośrednictwem swojego poplecznika Timarchosa, oskarżyć Ajschinesa przed ateńskim sądem. Do ataku zamierzali wykorzystać procedurę składania sprawozdań – euthyna. Ajschines wstrzymał swój proces samemu oskarżając Timarchosa o to, że z racji uprawiania prostytucji w wieku młodzieńczym utracił częściowo prawa obywatelskie.
Proces Timarchosa odbył się w roku 346/345. Zakończył się on zwycięstwem Ajschinesa, które wzmocniło jego pozycję w sporze z Demostenesem. Ten jednak nie zrezygnował z oskarżenia swojego przeciwnika, w międzyczasie stronnictwo macedońskie doprowadziło do skazania na śmierć dwóch polityków uważanych za promacedońskich. Mimo tych okoliczności Ajschynios postanowił spróbować obrony przed oskarżeniami Demostenesa i przygotował mowę obronną. Proces odbył się w 343 roku, trybunał orzekał najprawdopodobniej w składzie tysiąca osób. Proces zakończył się marginalnym zwycięstwem Ajschinesa – różnicą 30 głosów. Prawdopodobnie duże znaczenie miało poparcie udzielone mu przez stratega Eubulosa.
W 336 roku, 2 lata po porażce pod Cheroneą, Ktezyfont złożył wniosek o odznaczenie Demostenesa złotym wieńcem. Ajschines wykorzystał okazję i oskarżył polityka o składanie wniosków niezgodnych z obowiązującymi prawami. Proces odbył się dopiero w 330 roku, a mowa Ajschinesa Przeciw Ktezyfontowi nie zapewniła mu zwycięstwa. Ponieważ nie uzyskał nawet 1/5 głosów sędziów, została nałożona na niego grzywna. Nie mogąc jej zapłacić udał się na emigrację na wyspę Rodos, gdzie prowadził działalność dydaktyczną. Z przekazów antycznej tradycji wiemy, że zmarł w 315 roku (na Rodos lub na Samos).

## Twórczość
Ajschines opublikował trzy swoje mowy:
- Przeciw Timarchosowi,
- O poselstwie,
- Przeciw Ktezyfontowi.

Autentyczne listy mówcy nie zachowały się do naszych czasów, natomiast te, które późniejsza tradycja włączyła do jego twórczości są obecnie jednoznacznie identyfikowane jako ćwiczenia literackie naśladowców.